# 299P/Catalina-PANSTARRS
299P/Catalina-PANSTARRS è una cometa periodica appartenente alla famiglia delle comete gioviane. Unica sua caratteristica è di avere una MOID col pianeta Giove di sole 0,0276 UA, fatto che determina la possibilità di passaggi estremamente ravvicinati con questo pianeta e con la conseguente possibilità di cambiamenti drastici della sua attuale orbita.

## Scoperta
La cometa è stata scoperta il 27 febbraio 2014 da due programmi di ricerca astronomica, il Catalina ed il Pan-STARRS, al momento dell'annuncio ufficiale della scoperta, il 9 marzo 2014, erano già state rinvenute immagini di prescoperta risalenti al 21 gennaio 2013, il 29 marzo 2014 la cometa veniva correlata all'asteroide 2005 EL284 scoperto l'11 marzo 2005, il 28 maggio 2014 veniva resa pubblica la scoperta dell'astrofilo italiano Piero Sicoli di immagini risalenti al 31 gennaio 1987.